# Passy (Haute-Savoie)
Passy is een gemeente in het Franse departement Haute-Savoie (regio Auvergne-Rhône-Alpes). De plaats maakt deel uit van het arrondissement Bonneville. Passy telde op 1 januari 2022 10.852 inwoners.

## Geschiedenis
Passy werd al vermeld in 1012. De riviervlakte van de Arve werd regelmatig geteisterd door overstromingen. In de 19e eeuw werd het dal van de Arve belangrijk als toegangsweg tot Chamonix en de Mont Blanc. In 1898 werd de spoorlijn naar Chamonix geopend en in 1976 kwam er een snelweg door de gemeente. De viaducten van Les Egratz aangelegd. Deze zijn 2,5 kilometer lang en rusten op pijlers die tot 60 meter hoog zijn. In de eerste helft van de 20e eeuw werden grote sanatoria geopend in de gemeente. Marie Curie overleed in 1934 in het sanatorium Sancellemoz. Ook de Poolse beeldhouwer en graficus Alina Szapocznikow (1926-1973) overleed in een sanatorium in Passy.

## Geografie
De oppervlakte van Passy bedroeg op 1 januari 2022 80,03 vierkante kilometer; de bevolkingsdichtheid was toen 135,6 inwoners per km². Passy ligt op de rechteroever van de Arve. Daar ligt het laagste punt van de gemeente (542 meter) terwijl het hoogste punt (Grenier de Villy, 2901 meter) in het bergmassief Chaîne des Fiz ligt. Naast het dorp Passy bestaat de gemeente uit een tiental dorpen en gehuchten, waaronder Chedde, Joux, La Motte, Bay en Maffrey. Station Chedde ligt in de gemeente Passy.

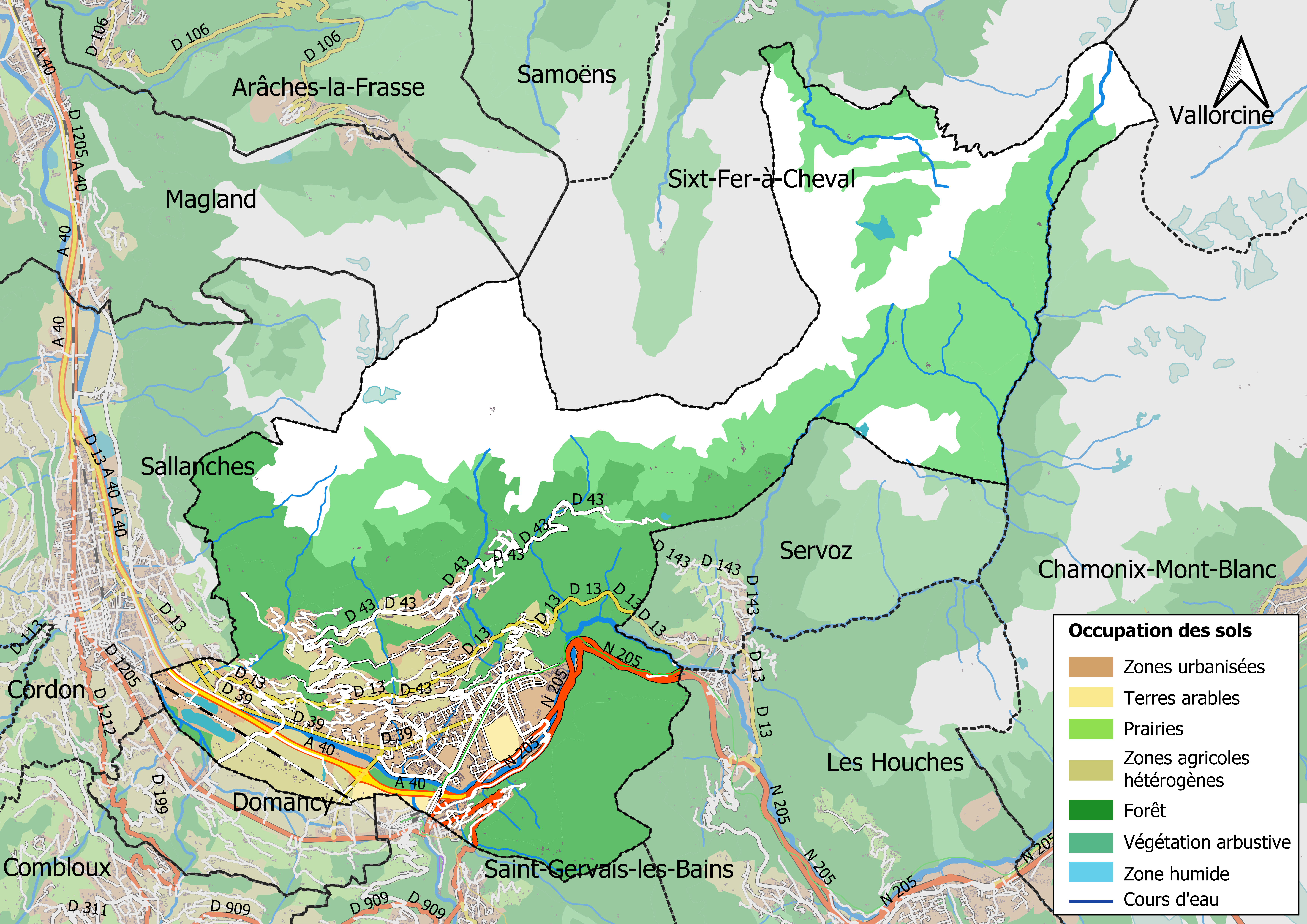
Kaart van de gemeente met de belangrijkste infrastructuur, bodemgebruik en omliggende gemeenten

## Demografie
Onderstaande figuur toont het verloop van het inwonertal (bron: INSEE-tellingen).

## Sport
Passy was één keer etappeplaats in wielerkoers Ronde van Frankrijk. Op 18 juli 2023 startte er de door de Deen Jonas Vingegaard gewonnen tijdrit naar Combloux.

## Galerij

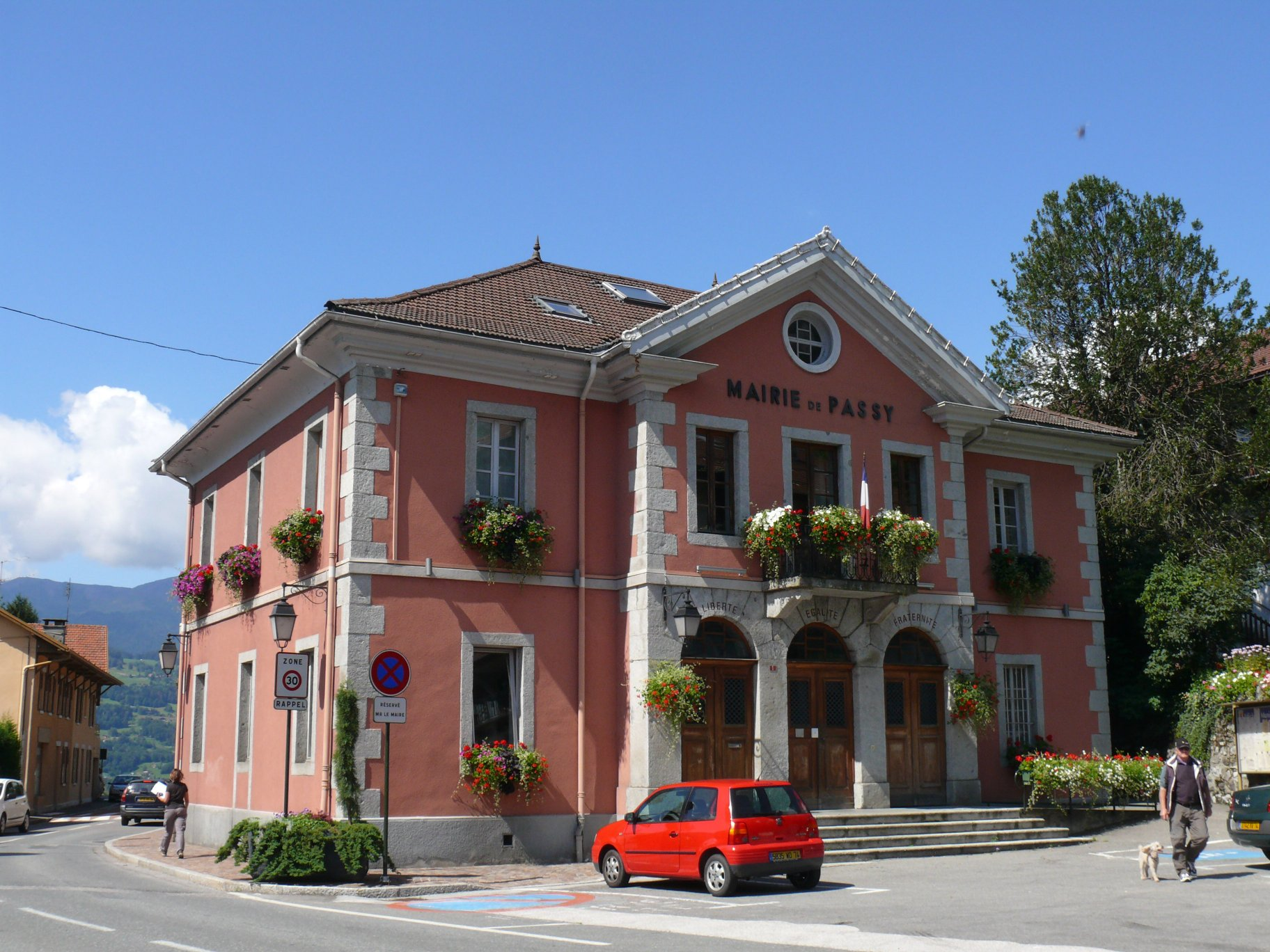
Gemeentehuis
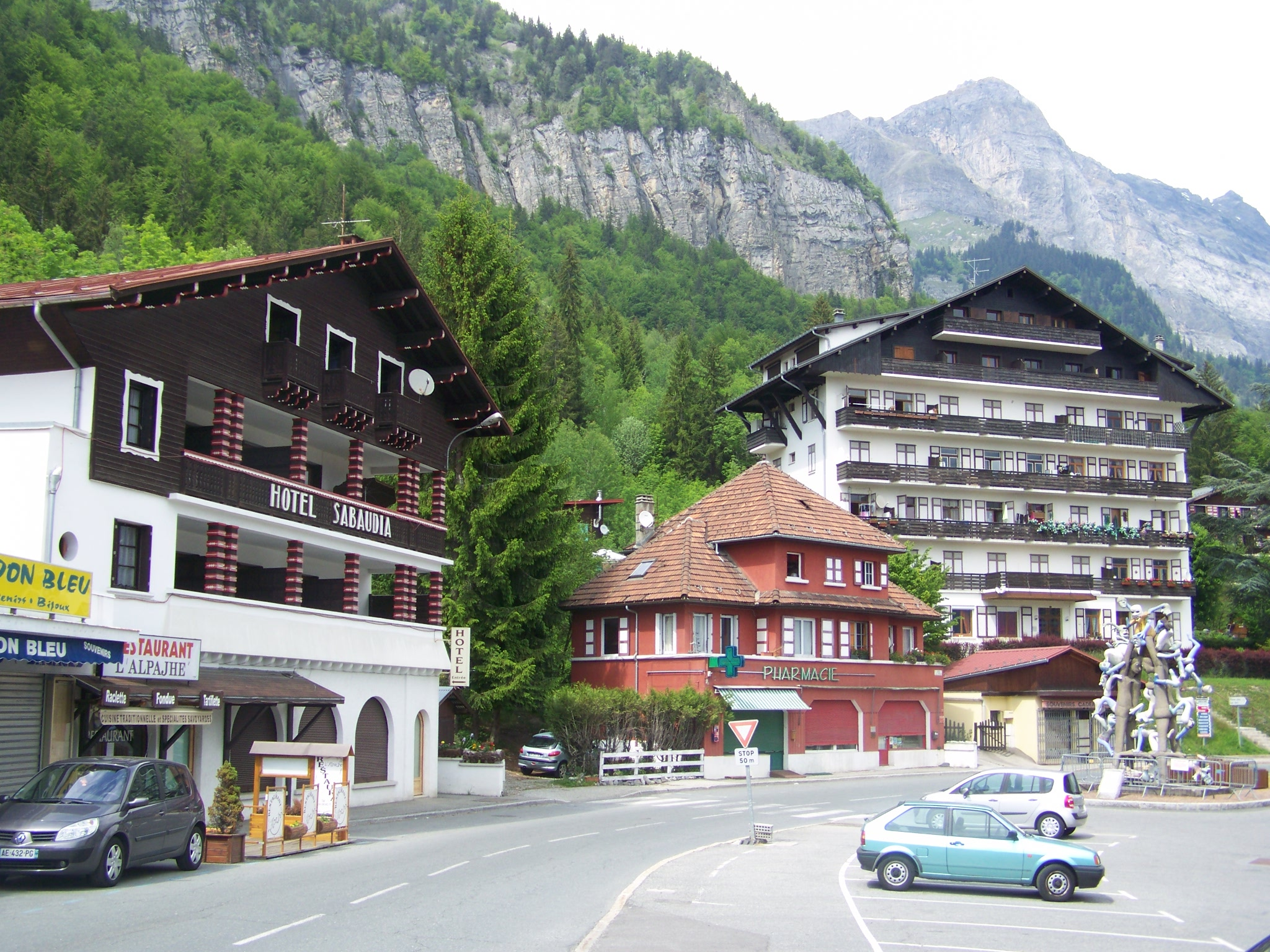
Dorpscentrum
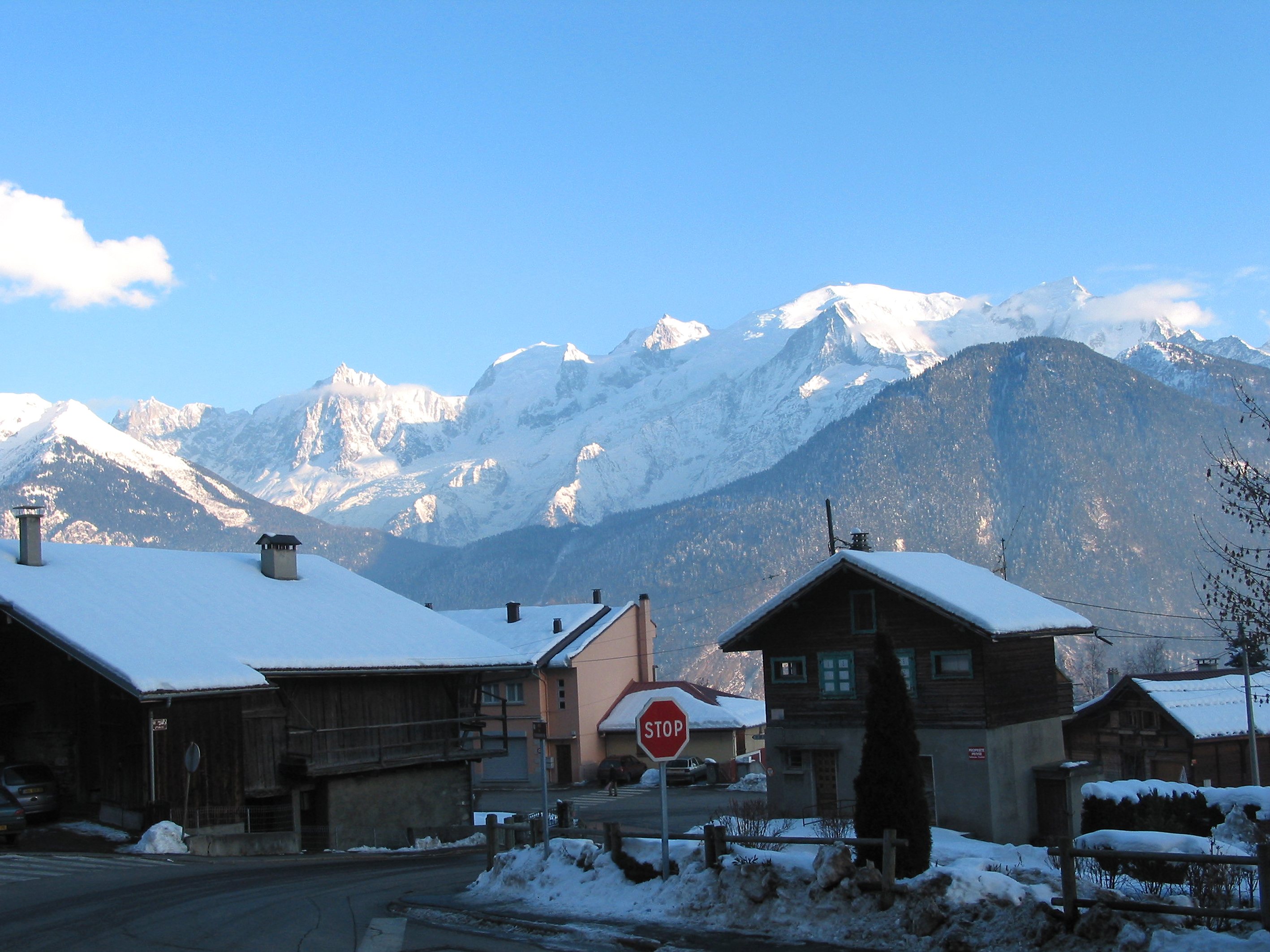
Zicht op de Mont Blanc
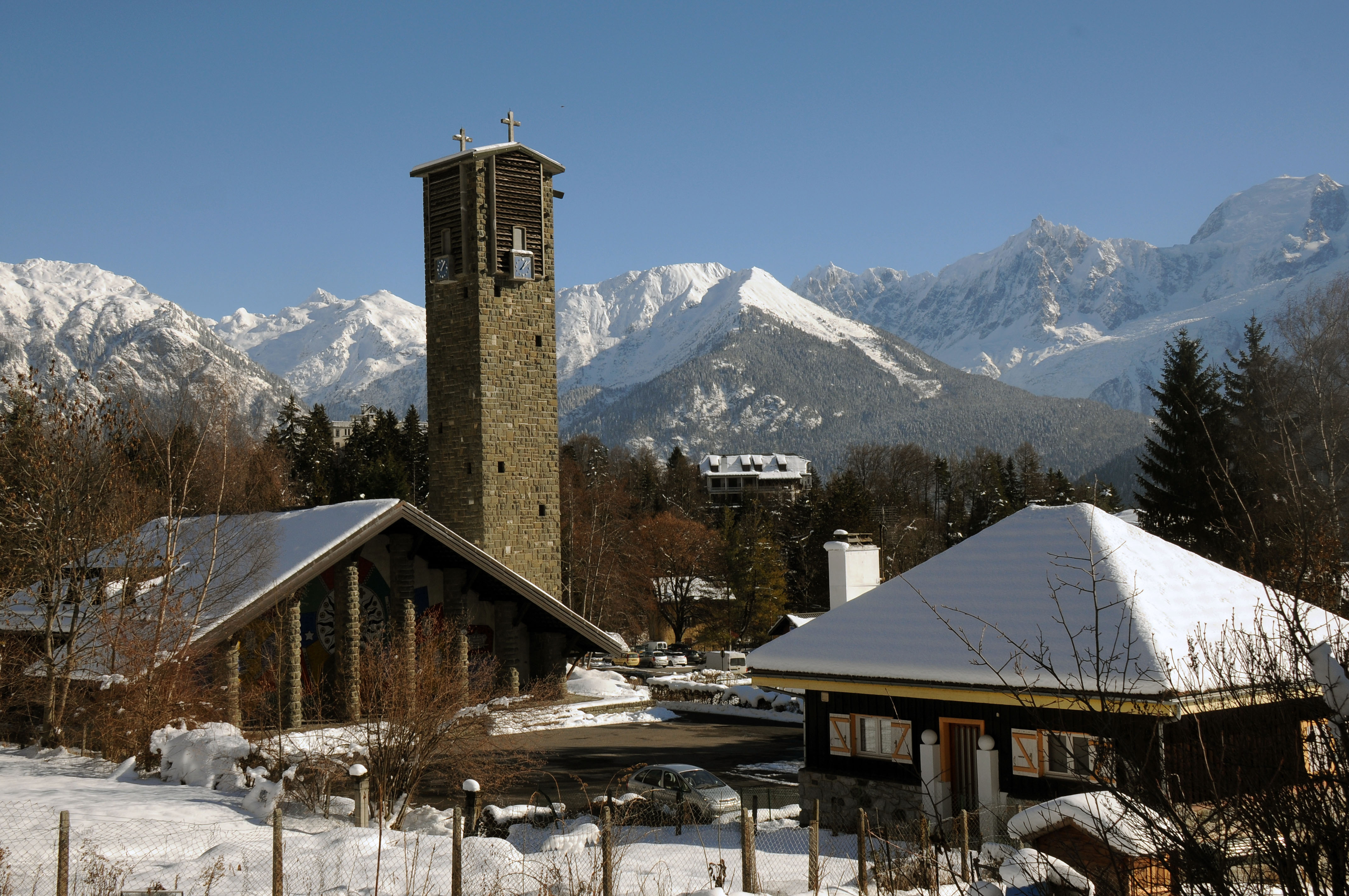
Kerk Notre-Dame de Toute-Grâce (1950)